# Château de Craon
Ne doit pas être confondu avec le château d'Haroué (Meurthe-et-Moselle), localement appelé « château de Craon »
Le château de Craon se situe dans la commune de Craon, dans le département de la Mayenne.

## Histoire
Le château a été construit de 1773 à 1779 sur les plans de l'architecte et entrepreneur des ouvrages du roi Pierre Pommeyrol (1744-1801), originaire de Saint-Julia en Haute-Garonne, par des maçons limousins et angevins pour le marquis d'Armaillé.
Issu d'une famille de la noblesse de robe angevine, Pierre-Ambroise de La Forest d'Armaillé, né en 1734, épouse en 1753 Marie Gabrielle de Mornay-Monchevreul, d'une vieille famille d'épée, et hérite en 1763 d'un riche cousin, Pierre Ambroise de La Forest devient marquis d'Armaillé, baron de Craon, de Gonort, du Puy-du-Fou et autres lieux.
Devenu l'un des plus importants propriétaires fonciers de l'Anjou, il se partage entre les chasses à Craon et la vie mondaine parisienne, fréquentant, entre autres salons celui, de la comtesse du Barry, et possède une loge à la Comédie-Française.
En janvier 1790, le marquis d'Armaillé, se sentant menacé, abandonne son château aux troupes révolutionnaires qui y cantonnent. Il se réfugie dans son hôtel parisien. En octobre 1793, le général Charles Marie de Beaumont d'Autichamp et l'armée catholique et royale de Vendée en chassent les soldats républicains du général Chambertin, qui y reviennent en janvier 1794. Des combats ont lieu dans le parc, suivis d'exécutions sommaires par le général Vachot au cours de l'été suivant : les arbres sont abattus, les animaux du haras dispersés, le mobilier volé.
Incarcéré en 1794 et échappant de peu à la guillotine, le châtelain meurt à Grigny en  1806 sans avoir pu recouvrer la propriété du domaine. Ce dernier n'est restitué à sa fille Marie-Camille (1759-1827), comtesse de Cossé-Brissac, que le 28 août 1816. Son fils Arthur en hérite en 1827.
Le descendant le vend en novembre 1828 pour la somme de 146 000 francs à Guillaume de Champagné (1766-1831), dont la famille reste propriétaire jusqu'à Hélène de Langle, successivement marquise de Champagné puis d'Andigné, qui obtient le classement des 42 hectares du domaine en mars 1943 et le transmet à sa mort en 1954 à son neveu, le comte Louis de Guébriant (1916-2005), grand-père de l'actuel propriétaire.
Classé monument historique en 1971 et inscrit en 1990, le château est ouvert à la visite et propose des chambres d'hôtes et la location de gîtes ainsi que la location de salles de réception pour les mariages et les séminaires. 

## Architecture
Construit en tuffeau, pierre blanche de Saumur, le château décline une façade au fronton curviligne et aux baies ornées de guirlandes Louis XVI. L'élévation sur cour offre un style néo-classique.
Un siècle plus tard le marquis Alain de Champagné (1874-1918) qui en hérite en 1890, fait appel pour le moderniser à trois spécialistes renommés : le parisien Alfred Coulomb (1838-1929) - reconstructeur de 1903 à 1908 de la partie centrale du château des Ormes (Vienne) pour le comte Pierre Gaston Marie Marc de Voyer d'Argenson - son collègue et associé le nantais André-Louis Chauvet et le sculpteur et bronzier d'art Jules-Edouard Visseaux (1854-1934). 

## Intérieur
On trouve au rez-de-chaussée les pièces de réception, certaines remaniées entre 1897 et 1900 : le grand vestibule et son escalier d'honneur de style Louis XVI dessiné par Jules Visseaux, à la rampe en fer forgé réalisée à Paris (1898) et dont les décors et chapiteaux des colonnes supportant l'escalier sont l'œuvre des deux stucateurs italiens qui y travaillèrent d'août 1897 à mars 1899.
Le château possède quatre salons du XVIIIe siècle, au mobilier Louis XVI, et orné de beaux lambris fin XVIIIe, et une salle à manger de style Louis XVI mais d'époque fin XIXe.

## Jardins
Restaurés dans le courant des années 1990, les jardins se composent d'un jardin à la française autour du château et d'un grand parc à l'anglaise couvrant près de 47 hectares, baigné par l'Oudon et bordé d'arbres centenaires. 
Les jardins possèdent également des fabriques, un jardin potager avec ses serres du XIXe siècle et une orangerie,  une chapelle consacrée, des anciennes écuries,  un lavoir-buanderie, une glacière construite au XIXe siècle, où l'on faisait provision de neige en hiver pour y conserver des denrées durant l'été.
Une deuxième chapelle, la chapelle Saint-Eutrope, est visible depuis l'allée verte située au fond du parc le long de la rivière. elle ne se visite pas.